# Вершина-Войкары
Вершина-Войкары (ранее — Вершина-Войкар, Егангорт) — деревня в Шурышкарском районе Ямало-Ненецкого автономного округа России.

## География
Расположена на берегу реки Войкар, напротив острова Кормохот, в 141 км к юго-западу от города Салехарда и в 43 км к северо-западу от районного центра, села Мужи.
Одна улица — Лесная. Площадь 14 га..

## Население
| 1989 | 2002 | 2010 | 2015 | 2021 |
| ---- | ---- | ---- | ---- | ---- |
| 47   | ↗58  | ↘34  | ↘21  | ↘18  |

Численность населения — 30 чел. (2013 год). 

## История
С 2005 до 2022 гг. деревня входила в сельское поселение Мужевское, упразднённое в 2022 году в связи с преобразованием муниципального района в муниципальный округ.

## Инфраструктура
Централизованная система водоснабжения отсутствует. Водоснабжение деревни Вершина-Войкары осуществляется посредством
забора воды из протоки Войкар.
Электроснабжение потребителей осуществляется от ДЭС по воздушным ЛЭП 0,4 кВ. Система электроснабжения выполнена по радиальной схеме. Общая протяженность ЛЭП 0,4 кВ в границах деревни составляет 0,6 км.
Развит туризм.

## Транспорт
Объекты транспортной инфраструктуры на территории Вершина-Войкара отсутствуют.